# (36636) 2000 QP176
2000 QP176 (asteroide 36636) é um asteroide da cintura principal. Possui uma excentricidade de 0.06437100 e uma inclinação de 4.43600º.
Este asteroide foi descoberto no dia 31 de agosto de 2000 por LINEAR em Socorro.